# Aphyssura territorialis
Aphyssura territorialis är en tvåvingeart som beskrevs av Norris 1999. Aphyssura territorialis ingår i släktet Aphyssura och familjen spyflugor. Inga underarter finns listade i Catalogue of Life.